# 経量部
経量部（きょうりょうぶ、サンスクリット: Sautrāntika, サウトラーンティカ、パーリ語: Suttavāda, スッタヴァーダ、音写：僧迦蘭提迦）は、部派仏教の一派である。説一切有部から分派した。3世紀末にクマーララータ (Kumāralāta, 鳩摩羅馱) によって開かれ、4世紀になってシュリーラータ (Śrīlāta, 室利羅多) によって盛んになった。
ナーランダー大僧院で仏教の学的探求が盛んになった時代に勢力を持っていたため、同時代の説一切有部、及び大乗仏教の中観派・唯識派と共に、「インド仏教4大学派」の1つに数えられたりもする。
説一切有部が論（アビダルマ）を重んじたのに対して、経典を重んじて基準（量）としたため、「経量」部と呼ばれた。

## 資料
説一切有部によるアビダルマ論書は大量に漢訳され現存しているが、経量部のアビダルマは残っていない。ヴァスバンドゥ（Vasubandhu）、ハリヴァルマン（Harivarman）などの論師は、経量部にいくらかの期間、所属していたと考えられるが、彼らの著作が正当な経量部の教説を伝えているかは不明である。

## 教義
説一切有部のアビダルマ説を批判・修正する。「三世実有」説に対しては、現在に於いてのみ法有を認め、「心所説」に対しては、これを否定し、基体（心）と付随現象（心所）の区別を認めず、単にひとまとまりの「心」として捉えるべきだとする。

## 関係文献
- CiNii>経量部
- INBUDS>経量部